# Holden Karnofsky
Pour les articles homonymes, voir Karnofsky.
Holden Karnofsky est le cofondateur et directeur de la stratégie en intelligence artificielle d'Open Philanthropy. Il a également cofondé l'évaluateur d'organisations humanitaires GiveWell. 

## Biographie

### Avant GiveWell
Karnofsky a obtenu un diplôme en sciences humaines de l'Université Harvard en 2003. À Harvard, il était membre du Harvard Lampoon. Il a ensuite travaillé chez Bridgewater Associates, un fonds de couverture basé à Westport, Connecticut. Une partie de son travail au hedge fund a été mentionnée dans le journal financier Barron's. 

### GiveWell
À Bridgewater, Karnofsky rencontra son futur cofondateur de GiveWell, Elie Hassenfeld. En 2006, Karnofsky et Hassenfeld créèrent un club caritatif où eux-mêmes et d’autres employés de Bridgewater mettaient en commun de l’argent et cherchaient les meilleurs organismes de bienfaisance auxquels ils pourraient donner. À la mi-2007, avec les dons de leurs collègues, Karnofsky et Hassenfeld créèrent un fonds appelé "The Clear Fund" et quittèrent leur emploi pour travailler à plein temps chez GiveWell, dont le but était d'allouer les fonds du Clear Fund aux meilleurs organismes de bienfaisance. 
En décembre 2007, il fut découvert que Karnofsky posait une question à propos de GiveWell à MetaFilter (un blogue américain) en utilisant un faux-nez, c'est-à-dire le nom d'une autre personne, puis en postant une réponse à propos de GiveWell sous son propre nom mais sans révéler son affiliation avec GiveWell. La publicité négative entraîné par cette affaire amena Karnofsky à démissionner de son poste de directeur exécutif, bien qu'il ait été réintégré par la suite,,,,,. L'incident eu des répercussions négatives sur la réputation de GiveWell. 
En juin 2012, GiveWell annonça un partenariat étroit avec Good Ventures, la fondation philanthropique chargée de répartir l'argent du cofondateur de Facebook, Dustin Moskovitz. Depuis lors, Good Ventures est l’un des principaux bailleurs de fonds de GiveWell, ainsi qu’un des principaux donateurs des œuvres de bienfaisance recommandées par GiveWell. 
Sous la direction de Karnofsky, les fonds annuels transférés aux organismes de bienfaisance recommandés par GiveWell sont passés de 1,6 million de dollars en 2010 à 110 millions de dollars en 2015. 

### Open Philanthropy
Karnofsky a été le directeur général puis codirecteur d'Open Philanthropy. Open Philanthropy est une extension de GiveWell Labs, une collaboration de GiveWell et Good Ventures pour des dons plus spéculatifs,,. Open Philanthropy est chargé de donner l'essentiel de la richesse de Moskovitz, chiffrée à plusieurs milliards de dollars. En août 2019, Open Philanthropy avait octroyé environ 650 subventions à plus de 370 organisations différentes, pour un montant total de 857 millions de dollars. En 2023, Karnofsky a pris un congé d'absence de son rôle de codirecteur, puis a changé de rôle pour devenir directeur de la stratégie en IA et se concentrer sur la sûreté des intelligences artificielles,. 

## Opinions
Karnofsky a représenté et s'est engagé dans la communauté de l'altruisme efficace. Plus tôt dans sa carrière, Karnofsky avait déclaré qu'il adhérait à un cadre moral conséquentialiste espérant "donner aux gens plus de pouvoir pour vivre la vie qu'ils veulent vivre". Ces dernières années, il a écrit sur l'importance d'étendre l'empathie à tous les êtres qui méritaient une considération morale, même s'il était inhabituel ou semblait étrange de le faire. Il pense qu'il est important pour GiveWell d'accroître la diversité raciale et de genre de ses employés, et des mesures furent prises dans ce sens dans l'organisation. 
Il a débattu avec d’autres dirigeants d'organismes à but non lucratif des visites sur le terrain, qu’il juge importantes mais insuffisantes pour évaluer l’efficacité des programmes d'aide. 
En août 2014, après que la Fondation William et Flora Hewlett eût annoncé la fin de son initiative de marché à but non lucratif (l'un des principaux bailleurs de fonds de GiveWell), Karnofsky écrivit un post sur le blogue de GiveWell offrant ses réflexions sur le programme. 
Karnofsky a partagé ses réflexions sur le choix de carrière altruiste et a expliqué l'approche de Open Philanthropy en matière de priorité des causes dans plusieurs interviews avec Robert Wiblin pour le podcast 80 000 hours, et dans d'autres articles,,. 